# Ida Applebroog
Ida Applebroog, née Ida Applebaum, le 11 novembre 1929 à New York et morte le 22 octobre 2023, est une plasticienne américaine, connue pour ses œuvres explorant la violence, la politique et les identités de genre.

## Biographie
Ida Applebroog grandit dans une famille juive orthodoxe du Bronx. Elle se tourne vers les études artistiques tardivement. Elle déclare à ce sujet : « il était impossible pour moi d'être une véritable artiste, car je devais gagner ma vie. » Elle se forme d'abord au sein de l’Institute of Applied Arts and Sciences de New York, puis de 1966 à 1968, elle suit les cours de l’Institut d’art de Chicago.

## Œuvre
La carrière artistique d'Ida Applebroog commence véritablement en 1972 avec la rencontre du féminisme artistique, à San Diego. Elle s'engage ensuite dans la revue féministe Heresies : A Feminist Publication on Art and Politics en 1977. Depuis quelques années ressortent les dessins réalisés lors d'un séjour à l'hôpital pour dépression nerveuse. En effet, en 1969, Ida Applebroog qui est mère de quatre enfants (l'une de ses filles, connue sous le nom de Beth B, a réalisé un documentaire sur sa mère en 2016) sombre dans la dépression. Elle est internée pendant plusieurs semaines et se met à dessiner. Après sa guérison, elle range ses dessins, et les oublie. Ils sont redécouverts en 2009 par ses assistants d'atelier. En 2017, un catalogue raisonné de ses œuvres précoces est publié sous le titre Mercy Hospital et une exposition est organisée à l'Institute of Contemporary Art de Miami.
Sous la forme de personnages de bande dessinée, elle développe un style immédiatement reconnaissable. Ses figures anonymes, entre animaux et humains sont les protagonistes d'une satire sociale.
Après plusieurs années à travailler en deux dimensions, Ida Applebroog est passée à la 3D en réalisant des installations reprenant des planches de dessins et aussi à la vidéo.

## Prix et distinctions
Ida Applebroog a reçu le prix MacArthur en 1998.
Elle est aussi récompensée d'un prix du College Art Association pour sa carrière, et d'un doctorat honorifique de la New School.